# Champanhac (Dordonya)
Champanhac (en francès Champagnac-de-Belair) és un municipi francès situat al departament de la Dordonya i a la regió de la Nova Aquitània.

## Demografia
| 1962                                       | 1968 | 1975 | 1982 | 1990 | 1999 | 2007 |
| ------------------------------------------ | ---- | ---- | ---- | ---- | ---- | ---- |
| 584                                        | 590  | 557  | 606  | 658  | 683  | 725  |
| Des de 1962: població sense dobles comptes |      |      |      |      |      |      |

## Administració
| Període   | Identitat        | Partit        |
| --------- | ---------------- | ------------- |
| 1944-1953 | Ferdinand Beyney |               |
| 1953-1994 | Bertrand Souquet |               |
| 1994-2006 | Michel Neveu     |               |
| 2006-     | Bernard Naboulet | Divers gauche |